# Належна клінічна практика
Належна клінічна практика (НКП, англ. Good clinical practice (GCP)) — міжнародний етичний і науковий стандарт якості планування та проведення клінічних досліджень лікарських засобів на людині, а також документального оформлення і наведення їх результатів. Дотримання правил GCP для суспільства становить гарантію достовірності результатів клінічних випробувань, безпеки суб'єктів випробувань, охорони їх прав і здоров'я відповідно до основних принципів Гельсінської декларації.
GCP походить з Міжнародної ради з гармонізації технічних вимог до фармацевтичних препаратів для використання людиною (англ. International Council for Harmonisation of Technical Requirements for Pharmaceuticals for Human Use(ICH)) і забезпечує дотримання жорстких інструкцій щодо етичних аспектів клінічних досліджень.

## Нормативно-правовий статус
- Європейський Союз: у ЄС належна клінічна практика (Директива 2001/20/EC) підтримується та регулюється офіційним законодавством, що міститься в Директиві про клінічні випробування (офіційно Директива 2001/20/EC). Подібною настановою для клінічних випробувань медичних виробів є міжнародний стандарт ISO 14155, який діє в Європейському Союзі як гармонізований стандарт. Ці стандарти для клінічних випробувань іноді називають ICH-GCP або ISO-GCP, щоб відрізнити їх від найнижчого рівня рекомендацій у клінічних настановах.
- Сполучені Штати: хоча рекомендації ICH GCP рекомендовані Управлінням з контролю за продуктами й ліками (FDA),[1] вони не є обов’язковими в Сполучених Штатах. Національні інститути охорони здоров’я вимагають від фінансованих NIH клінічних дослідників і персоналу клінічних випробувань, який бере участь у розробці, проведенні, нагляді або управлінні клінічними випробуваннями, щоб пройти підготовку з належної клінічної практики.[2]

## Критика
НКП було названо «менш морально авторитетним документом», ніж Гельсінська декларація, оскільки йому бракує моральних принципів і вказівок у таких сферах:
- Розкриття конфлікту інтересів
- Публічне оприлюднення дизайну дослідження
- Користь для популяцій, у яких проводяться дослідження
- Повідомлення про точні результати та публікація негативних результатів
- Доступ до лікування після проведення досліджень
- Обмеження використання плацебо в контрольній групі, де доступне ефективне альтернативне лікування

У книзі Bad Pharma Бен Голдакр згадує цю критику та зазначає, що правила НКП (англ. GCP) «не жахливі... [вони] більше зосереджені на процедурах, тоді як Гельсінкі чітко формулює моральні принципи».